# Jules Daler
Jules Daler, né le 4 novembre 1824 à Fribourg en Suisse et décédé le 12 février 1889 dans la même ville est un négociant et banquier suisse. Originaire de Durlach (Grand-Duché de Bade), il est le fils de Louis-Frédéric, négociant, et de Caroline Wydler. Il épouse Adèle Pittet, fille de Léon Pittet.
Daler développe le négoce de cuir de son père auquel il rattache un secteur bancaire. Il est un important soutien de la paroisse protestante de Fribourg. Par testament, il lègue la majeure partie de sa fortune pour la création de l'hospice Jules Daler, inauguré en 1917.